# Snowboarden op de Olympische Winterspelen 2018 - Snowboardcross vrouwen
De snowboardcross voor vrouwen tijdens de Olympische Winterspelen 2018 vond plaats op 16 februari 2018 in het Bokwang Phoenix Park in Pyeongchang. Regerend olympisch kampioene is de Tsjechische Eva Samková. Samková eindigde ditmaal op de derde plaats, achter winnares Michela Moioli uit Italië en de Française Julia Pereira de Sousa-Mabileau.

## Tijdschema
| Datum       | Lokale tijd | MET   | Ronde        |
| ----------- | ----------- | ----- | ------------ |
| 16 februari | 10:00       | 02:00 | Kwalificatie |
| 16 februari | 12:15       | 04:15 | Finales      |

## Uitslag

### Kwalificatie
| Rang | Bib | Naam                            | Land                           | 1e run  | 2e run  | Beste   | Opm. |
| ---- | --- | ------------------------------- | ------------------------------ | ------- | ------- | ------- | ---- |
| 1    | 16  | Eva Samková                     | Tsjechië                       | 1:16.84 | —       | 1:16.84 | Q    |
| 2    | 2   | Michela Moioli                  | Italië                         | 1:16.97 | —       | 1:16.97 | Q    |
| 3    | 6   | Faye Gulini                     | Verenigde Staten               | 1:17.74 | —       | 1:17.74 | Q    |
| 4    | 13  | Lindsey Jacobellis              | Verenigde Staten               | 1:18.05 | —       | 1:18.05 | Q    |
| 5    | 8   | Charlotte Bankes                | Frankrijk                      | 1:18.18 | —       | 1:18.18 | Q    |
| 6    | 4   | Chloé Trespeuch                 | Frankrijk                      | 1:18.51 | —       | 1:18.51 | Q    |
| 7    | 18  | Simona Meiler                   | Zwitserland                    | 1:18.95 | —       | 1:18.95 | Q    |
| 8    | 7   | Nelly Moenne-Loccoz             | Frankrijk                      | 1:20.23 | —       | 1:20.23 | Q    |
| 9    | 5   | Aleksandra Zjekova              | Bulgarije                      | 1:20.23 | —       | 1:20.23 | Q    |
| 10   | 10  | Belle Brockhoff                 | Australië                      | 1:20.34 | —       | 1:20.34 | Q    |
| 11   | 24  | Meghan Tierney                  | Verenigde Staten               | 1:20.52 | —       | 1:20.52 | Q    |
| 12   | 17  | Maria Vasiltsova                | Olympische atleten uit Rusland | 1:20.57 | —       | 1:20.57 | Q    |
| 13   | 1   | Zoe Bergermann                  | Canada                         | 1:21.57 | 1:18.65 | 1:18.65 | Q    |
| 14   | 19  | Kristina Paoel                  | Olympische atleten uit Rusland | 1:21.93 | 1:19.93 | 1:19.93 | Q    |
| 15   | 12  | Julia Pereira de Sousa-Mabileau | Frankrijk                      | 1:21.72 | 1:20.17 | 1:20.17 | Q    |
| 16   | 21  | Alexandra Hasler                | Zwitserland                    | 1:20.87 | 1:20.49 | 1:20.49 | Q    |
| 17   | 20  | Zoe Gillings-Brier              | Groot-Brittannië               | 1:20.99 | 1:20.84 | 1:20.84 | Q    |
| 18   | 11  | Carle Brenneman                 | Canada                         | 1:21.57 | 1:20.89 | 1:20.89 | Q    |
| 19   | 9   | Raffaella Brutto                | Italië                         | DNF     | 1:21.14 | 1:21.14 | Q    |
| 20   | 14  | Tess Critchlow                  | Canada                         | 1:21.39 | 1:21.83 | 1:21.39 | Q    |
| 21   | 15  | Lara Casanova                   | Zwitserland                    | 1:22.26 | DNS     | 1:22.26 | Q    |
| 22   | 22  | Jana Fischer                    | Duitsland                      | 1:22.92 | DNF     | 1:22.92 | Q    |
| 23   | 25  | Zuzanna Smykała                 | Polen                          | 1:23.41 | 1:23.44 | 1:23.41 | Q    |
| 24   | 26  | Vendula Hopjáková               | Tsjechië                       | DNF     | DNF     | DNF     | Q    |
| 25   | 3   | Meryeta Odine                   | Canada                         | DNS     | DNS     | DNS     |      |
| 26   | 23  | Isabel Clark Ribeiro            | Brazilië                       | DNS     | DNS     | DNS     |      |

### Finaleronde

#### Kwartfinales
Heat 1
| Rang | Bib | Naam                | Land | Opm. |
| ---- | --- | ------------------- | ---- | ---- |
| 1    | 9   | Aleksandra Zjekova  | BUL  | Q    |
| 2    | 1   | Eva Samková         | CZE  | Q    |
| 3    | 8   | Nelly Moenne-Loccoz | FRA  | Q    |
| 4    | 17  | Zoe Gillings-Brier  | GBR  |      |
| 5    | 16  | Alexandra Hasler    | SUI  |      |
| 6    | 24  | Vendula Hopjáková   | CZE  | DNS  |

Heat 2
| Rang | Bib | Naam               | Land | Opm. |
| ---- | --- | ------------------ | ---- | ---- |
| 1    | 4   | Lindsey Jacobellis | USA  | Q    |
| 2    | 20  | Tess Critchlow     | CAN  | Q    |
| 3    | 5   | Charlotte Bankes   | FRA  | Q    |
| 4    | 21  | Lara Casanova      | SUI  |      |
| 6    | 12  | Maria Vasiltsova   | OAR  | DNF  |
| 6    | 13  | Zoe Bergermann     | CAN  | DNF  |

Heat 3
| Rang | Bib | Naam             | Land | Opm. |
| ---- | --- | ---------------- | ---- | ---- |
| 1    | 6   | Chloé Trespeuch  | FRA  | Q    |
| 2    | 14  | Kristina Paoel   | OAR  | Q    |
| 3    | 19  | Raffaella Brutto | ITA  | Q    |
| 4    | 22  | Jana Fischer     | GER  |      |
| 5    | 11  | Meghan Tierney   | USA  |      |
| 6    | 3   | Faye Gulini      | USA  |      |

Heat 4
| Rang | Bib | Naam                            | Land | Opm. |
| ---- | --- | ------------------------------- | ---- | ---- |
| 1    | 2   | Michela Moioli                  | ITA  | Q    |
| 2    | 15  | Julia Pereira de Sousa-Mabileau | FRA  | Q    |
| 3    | 10  | Belle Brockhoff                 | AUS  | Q    |
| 4    | 18  | Carle Brenneman                 | CAN  |      |
| 5    | 23  | Zuzanna Smykała                 | POL  |      |
| 6    | 7   | Simona Meiler                   | SUI  |      |

#### Halve finales
Heat 1
| Rang | Bib | Naam                | Land | Opm. |
| ---- | --- | ------------------- | ---- | ---- |
| 1    | 1   | Eva Samková         | CZE  | Q    |
| 2    | 4   | Lindsey Jacobellis  | USA  | Q    |
| 3    | 9   | Aleksandra Zjekova  | BUL  | Q    |
| 4    | 20  | Tess Critchlow      | CAN  |      |
| 5    | 8   | Nelly Moenne-Loccoz | FRA  |      |
| 6    | 5   | Charlotte Bankes    | FRA  | DNF  |

Heat 2
| Rang | Bib | Naam                            | Land | Opm. |
| ---- | --- | ------------------------------- | ---- | ---- |
| 1    | 2   | Michela Moioli                  | ITA  | Q    |
| 2    | 6   | Chloé Trespeuch                 | FRA  | Q    |
| 3    | 15  | Julia Pereira de Sousa-Mabileau | FRA  | Q    |
| 6    | 14  | Kristina Paoel                  | OAR  | DNF  |
| 6    | 10  | Belle Brockhoff                 | AUS  | DNF  |
| 6    | 19  | Raffaella Brutto                | ITA  | DNF  |

#### Finales
Grote finale
| Rang   | Bib | Naam                            | Land | Opm. |
| ------ | --- | ------------------------------- | ---- | ---- |
| Goud   | 2   | Michela Moioli                  | ITA  |      |
| Zilver | 15  | Julia Pereira de Sousa-Mabileau | FRA  |      |
| Brons  | 1   | Eva Samková                     | CZE  |      |
| 4      | 4   | Lindsey Jacobellis              | USA  |      |
| 5      | 6   | Chloé Trespeuch                 | FRA  |      |
| 6      | 9   | Aleksandra Zjekova              | BUL  |      |

Kleine finale
| Rang | Bib | Naam                | Land | Opm. |
| ---- | --- | ------------------- | ---- | ---- |
| 7    | 5   | Charlotte Bankes    | FRA  |      |
| 8    | 19  | Raffaella Brutto    | ITA  |      |
| 9    | 20  | Tess Critchlow      | CAN  |      |
| 10   | 8   | Nelly Moenne-Loccoz | FRA  |      |
| 11   | 10  | Belle Brockhoff     | AUS  |      |
| 12   | 14  | Kristina Paul       | OAR  | DNF  |